# Senegal op de Olympische Zomerspelen 2012
Senegal nam deel aan de Olympische Zomerspelen 2012 in Londen, Verenigd Koninkrijk.

## Deelnemers en resultaten
(m) = mannen, (v) = vrouwen

### Atletiek
| Olympiër            | Onderdeel          | Resultaat | Prestatie                                          |
| ------------------- | ------------------ | --------- | -------------------------------------------------- |
| Moussa Dembélé      | 110m horden (m)    | DSQ       | serie 6: gediskwalificeerd                         |
| Mamadou Kassé Hanne | 400m horden (m)    | 10e       | serie 6: 3de in 49,63 halve finale 1: 5de in 48,80 |
| Ndiss Kaba Badji    | verspringen (m)    | 24e       | kwalificatie groep B: 10de met 7,66m               |
|                     |                    |           |                                                    |
| Ndeye Fatou Soumah  | 200m (v)           | 45e       | serie 2: 9de in 23,89                              |
| Amy Mbacke Thiam    | 400m (v)           | 31e       | serie 7: 7de in 53,23                              |
| Amy Sene            | kogelslingeren (v) | 32e       | kwalificatie groep A: 15de met 65,49m              |

### Judo
| Olympiër          | Onderdeel | Resultaat | Prestatie                                              |
| ----------------- | --------- | --------- | ------------------------------------------------------ |
| Hortense Diédhiou | -57kg (v) | 9e        | 1ste ronde: vrij 2de ronde: V van AUT Filzmoser: ippon |

### Kanovaren
| Olympiër      | Onderdeel     | Resultaat | Prestatie                                                                          |
| Vlakwater     | Vlakwater     | Vlakwater | Vlakwater                                                                          |
| ------------- | ------------- | --------- | ---------------------------------------------------------------------------------- |
| Ndiatte Gueye | C-1 200m (m)  | HF        | serie 4: 6de in 51,708 halve finale 1: 8ste in 50,798                              |
| Ndiatte Gueye | C-1 1000m (m) | 21e       | serie 1: 5de in 4.33,884 halve finale 2: 7de in 4.37,171 finale B: 5de in 4.32,251 |

### Schermen
| Olympiër          | Onderdeel | Resultaat | Prestatie                                                                  |
| ----------------- | --------- | --------- | -------------------------------------------------------------------------- |
| Alexandre Bouzaid | degen (m) | 9e        | 1ste ronde:' W van POL Zawrotniak: 15-11 2de ronde: V van ITA Pizzo: 11-15 |

### Taekwondo
| Olympiër        | Onderdeel | Resultaat | Prestatie                             |
| --------------- | --------- | --------- | ------------------------------------- |
| Bineta Diedhiou | -57kg (v) | 11e       | kwalificatie: V van FIN Mikkonen: 6-9 |

### Voetbal
| Olympiër | Onderdeel | Resultaat | Prestatie |
| --- | --------- | --------- | --- |
| Abdoulaye Ba Stéphane Badji Ibrahima Baldé Papa Camara Saliou Ciss Mohamed Diamé Idrissa Gueye Magaye Gueye Papa Gueye Moussa Konaté Cheikhou Kouyaté Ousmane Mané Sadio Mané Kara Mbodj Ibrahima Seck Pape Souare Zargo Touré Kalidou Yéro | mannen    | 6e        | groep A: 2de G van Groot-Brittannië: 1-1 W van Uruguay: 2-0 G van Verenigde Arabische Emiraten: 1-1 kwartfinale: V van Mexico: 2-4 |

| Groep A |                              |             |             |             |             |            |            |            |        |
| #       | Land                         | Wedstrijden | Wedstrijden | Wedstrijden | Wedstrijden | Doelpunten | Doelpunten | Doelpunten | Punten |
| #       | Land                         | G           | W           | G           | V           | V          | T          | Saldo      | Punten |
| 1       | Groot-Brittannië             | 3           | 2           | 1           | 0           | 5          | 2          | +3         | 7      |
| 2       | Senegal                      | 3           | 1           | 2           | 0           | 4          | 2          | +2         | 5      |
| 3       | Uruguay                      | 3           | 1           | 0           | 2           | 2          | 4          | -2         | 3      |
| 4       | Verenigde Arabische Emiraten | 3           | 0           | 1           | 2           | 3          | 6          | -3         | 1      |

| Ronde       | Datum      | Plaats           | Land | Score                        | Land |
| ----------- | ---------- | ---------------- | ---- | ---------------------------- | ---- |
| Groepsfase  |            |                  |      |                              |      |
| 26 juli     | Manchester | Groot-Brittannië | 1-1  | Senegal                      |      |
| 29 juli     | Londen     | Senegal          | 2-0  | Uruguay                      |      |
| 1 augustus  | Coventry   | Senegal          | 1-1  | Verenigde Arabische Emiraten |      |
| Kwartfinale |            |                  |      |                              |      |
| 4 augustus  | Londen     | Mexico           | 4-2  | Senegal                      |      |

### Worstelen
| Olympiër        | Onderdeel   | Resultaat   | Prestatie |
| Vrije stijl     | Vrije stijl | Vrije stijl | Vrije stijl |
| --------------- | ----------- | ----------- | --- |
| Malal Ndiaye    | -120kg (m)  | 13e         | kwalificatie: vrij 1ste ronde: V van MGL Jargalsaikhany: 0-3 |
|                 |             |             | |
| Isabelle Sambou | -48kg (v)   | 5e          | kwalificatie: vrij 1ste ronde: W van CIV Benie: 3-0 kwartfinale: V van JPN Obara: 0-3 herkansingen: vrij herkansingen 2: W van TUN Mezien: 5-1 bronzen finale: V van CAN Huynh: 0-3 |

### Zwemmen
| Olympiër    | Onderdeel           | Resultaat | Prestatie                |
| ----------- | ------------------- | --------- | ------------------------ |
| Malick Fall | 100m rugslag (m)    | 37e       | serie 2: 6de in 1.02,93  |
|             |                     |           |                          |
| Mareme Faye | 100m vrije slag (v) | 46e       | serie 1: 1ste in 1.06,42 |

Afghanistan · Albanië · Algerije · Amerikaanse Maagdeneilanden · Amerikaans-Samoa · Andorra · Angola · Antigua en Barbuda · Argentinië · Armenië · Aruba · Australië · Azerbeidzjan · Bahama's · Bahrein · Bangladesh · Barbados · België · Belize · Benin · Bermuda · Bhutan · Bolivia · Bosnië en Herzegovina · Botswana · Brazilië · Britse Maagdeneilanden · Brunei · Bulgarije · Burkina Faso · Burundi · Cambodja · Canada · Centraal-Afrikaanse Republiek · Chili · China · Chinees Taipei · Colombia · Comoren · Congo-Brazzaville · Congo-Kinshasa · Cookeilanden · Costa Rica · Cuba · Cyprus · Denemarken · Djibouti · Dominica · Dominicaanse Republiek · Duitsland · Ecuador · Egypte · El Salvador · Equatoriaal-Guinea · Eritrea · Estland · Ethiopië · Fiji · Filipijnen · Finland · Frankrijk · Gabon · Gambia · Georgië · Ghana · Grenada · Griekenland · Groot-Brittannië · Guam · Guatemala · Guinee · Guinee‑Bissau · Guyana · Haïti · Honduras · Hongarije · Hongkong · Ierland · IJsland · India · Indonesië · Irak · Iran · Israël · Italië · Ivoorkust · Jamaica · Japan · Jemen · Jordanië · Kaaimaneilanden · Kaapverdië · Kameroen · Kazachstan · Kenia · Kirgizië · Kiribati · Koeweit · Kroatië · Laos · Lesotho · Letland · Libanon · Liberia · Libië · Liechtenstein · Litouwen · Luxemburg · Macedonië · Madagaskar · Malawi · Maldiven · Maleisië · Mali · Malta · Marshalleilanden · Marokko · Mauritanië · Mauritius · Mexico · Micronesië · Moldavië · Monaco · Mongolië · Montenegro · Mozambique · Myanmar · Namibië · Nauru · Nederland · Nepal · Nicaragua · Nieuw-Zeeland · Niger · Nigeria · Noord-Korea · Noorwegen · Oeganda · Oekraïne · Oezbekistan · Oman · Oostenrijk · Oost-Timor · Pakistan · Palau · Palestina · Panama · Papoea-Nieuw-Guinea · Paraguay · Peru · Polen · Portugal · Puerto Rico · Qatar · Roemenië · Rusland · Rwanda · Saint Kitts en Nevis · Saint Lucia · Saint Vincent en Grenadines · Salomonseilanden · Samoa · San Marino · Sao Tomé en Principe · Saoedi-Arabië · Senegal · Servië · Seychellen · Sierra Leone · Singapore · Slovenië · Slowakije · Soedan · Somalië · Spanje · Sri Lanka · Suriname · Swaziland · Syrië · Tadzjikistan · Tanzania · Thailand · Togo · Tonga · Trinidad en Tobago · Tsjaad · Tsjechië · Tunesië · Turkije · Turkmenistan · Tuvalu · Uruguay · Vanuatu · Venezuela · Verenigde Arabische Emiraten · Verenigde Staten · Vietnam · Wit-Rusland · Zambia · Zimbabwe · Zuid-Afrika · Zuid-Korea · Zweden · Zwitserland · Onafhankelijke atleten